# Hermann Wittig
Hermann Wittig (* 4. Juli 1845 in Jauer, Schlesien; † 4. April 1882 in Rom) war ein deutscher Medailleur.

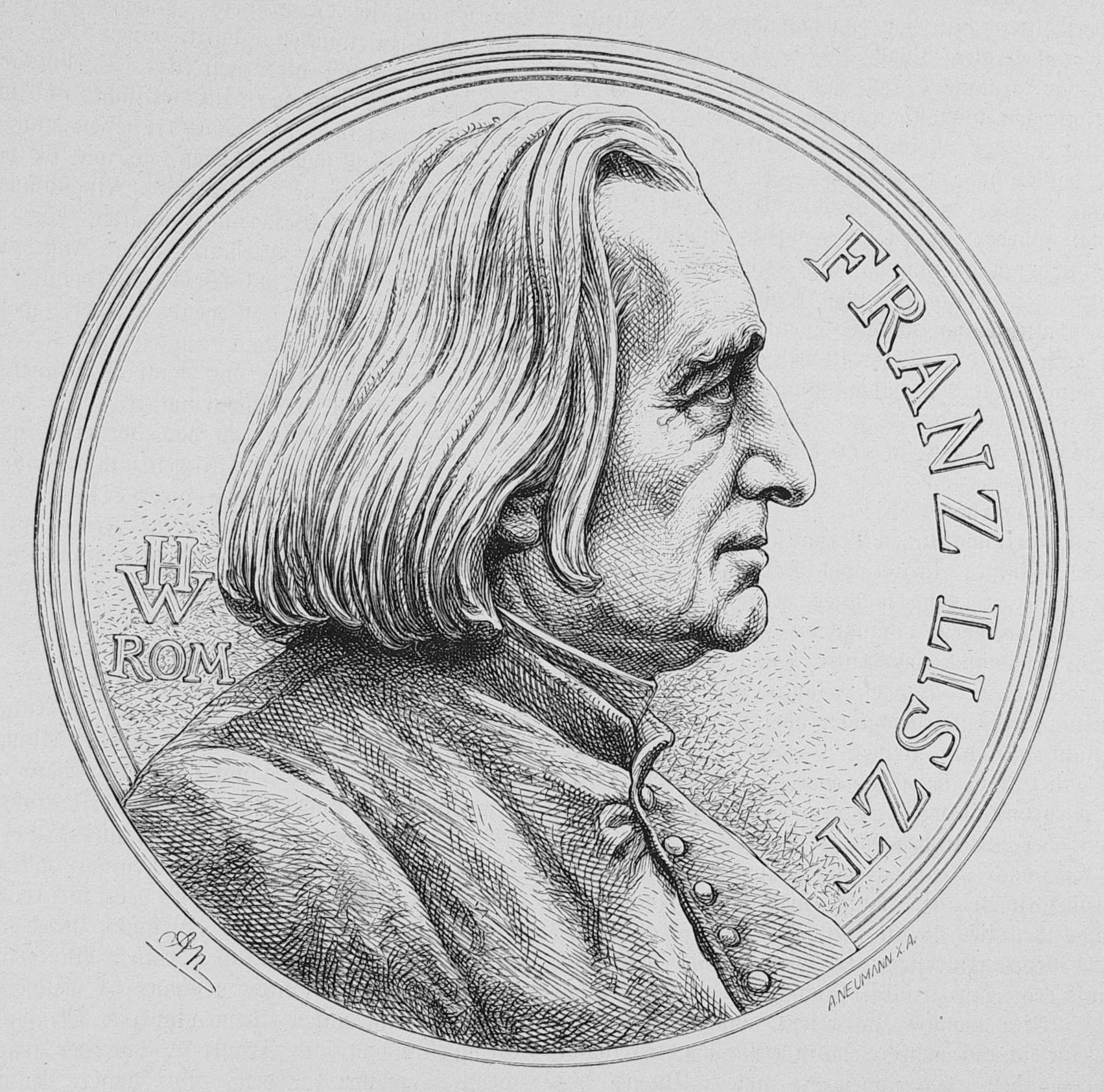
Liszt-Medaille von Hermann Wittig

## Leben
Hermann Wittig stammte aus bescheidenen Verhältnissen. Sein Vater war Schneider. Die Familie lebte später in Berlin. Hermann Wittig erhielt 1873 als Student an der Akademie der bildenden Künste Wien in der Klasse für Graveur- und Medailleurkunst bei Carl Radnitzky  die Füger-Medaille in Gold. Mit einem Reisestipendium der Akademie ließ er sich in Rom nieder. Vor seiner bereits geplanten Umsiedlung ins Rheinland verstarb er am 4. April 1882 in Rom an Typhus. Sein Grab auf dem Protestantischen Friedhof ist erhalten. Er war verlobt mit der Elise Köttgen aus Langenberg (Rheinland), einer Nichte des Malers Gustav Adolf Köttgen.  Eine Verwandtschaft zu dem Berliner Bildhauer Hermann Wittig (1819–1891) ist nicht ermittelt.
Bekannt wurde Hermann Wittig vor allem durch die von ihm gestaltete große Krönungsmedaille für Papst Leo XIII. 1880 und die Medaille für Franz Liszt zu dessen siebzigstem Geburtstag am 22. Oktober 1881. Weitere große Bildnismedaillen schuf er unter anderem von Fanny Lewald, Vinzenz Jakob von Zuccalmaglio und Heinrich Uhlhorn.